# چ
Pour les articles homonymes, voir Che (homonymie).
Che ‹ چ › est une lettre additionnelle de l'alphabet arabe utilisé dans l’écriture de certains arabes dialectaux, des langues berbères, de l’ourdou, du persan, du soqotri, et d’autres langues.

## Utilisation

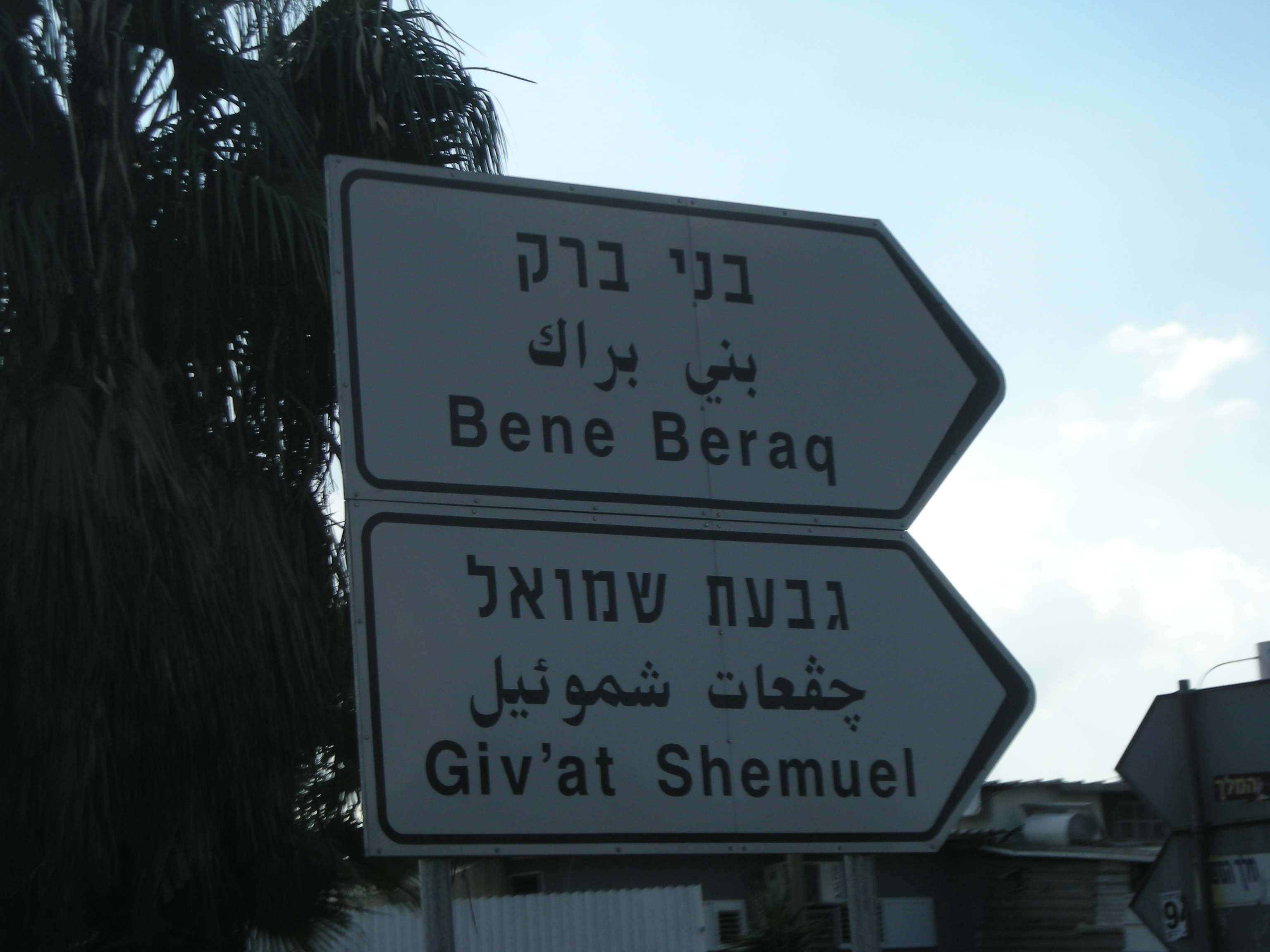
‹ چ › dans چڤعات شمويل (Giv’at Shmuel) en arabe palestinien sur un panneau en Israël.

Cette lettre n’est pas utilisée pour la transcription de l’arabe standard moderne, mais elle est utilisée dans la transcription de différentes variétés dialectales.
En arabe irakien, ‹ چ › représente une consonne affriquée palato-alvéolaire sourde /tʃ/.
En arabe égyptien, elle représente une consonne fricative palato-alvéolaire voisée /ʒ/.
En arabe levantin, elle représente une consonne occlusive vélaire voisée /ɡ/.
En persan et ourdou, ‹ چ › représente une consonne affriquée palato-alvéolaire sourde /tʃ/.